# Chrishell Stause
Terrina Chrishell Stause (/tɛˌriːnə krɪˌʃɛl ˈstaʊs/; Draffenville, Kentucky, 21 de julio de 1981), profesionalmente conocida como Chrishell Stause, es una actriz estadounidense. Ella es conocida  por sus papeles en televisión  como Amanda Dillon en Todos Mis Niños y Jordania Ridgeway en Días de Nuestras Vidas en los últimos años ha sido parte del reality show de Netflix Selling Sunset.

## Primeros años
Stause nació en Draffenville, Kentucky. Asistió a la Universidad Estatal de Murray, en donde recibió su  Licenciatura en el Teatro del 2003. Ella es de ascendencia asiática , mexicana, y de otros países andinos. Cuando su madre estaba en trabajo de parto en una estación de "Shell"; "Chris", el asistente, pidió ayuda. Por lo tanto, se nombró a "Chrishell".

## Carrera
Stause es conocida por su interpretación de Amanda Dillon en la telenovela de la ABC, Todos mis niños, un papel que comenzó el 4 de mayo de 2005 cuando el personaje regresó a Pine Valley después de una ausencia de cinco años. El papel de Amanda fue descrito anteriormente por Alexis Manta. La telenovela fue cancelada y finalizada el 23 de septiembre de 2011, y más tarde Stause fue una protagonista invitada la segunda temporada de Dana Delany de la serie Cuerpo de Prueba. Ella también fue miembro del grupo de improvisación El Groundlings en Los Ángeles.
En abril de 2013, se anunció que Stause se había unido al elenco de la telenovela de la NBC, Días de nuestras vidas. Su personaje, Jordan, apareció por primera vez en Salem el 15 de agosto de 2013. El 24 de octubre de 2014, se anunció que Stause dejaría la serie en 2015. En 2015, ella apareció como invitada en el drama de la ABC, Mistresses. En abril de 2016, se anunció que Stause se uniría al reparto de The Young and the Restless  como Bethany Bryant, debutando a finales de mayo. Actualmente está programada para una historia de 12 episodios en junio de 2016.

## Vida personal
Stause estuvo comprometida con Matthew Morrison del 9 de diciembre de 2006 al 2007. En 2014, Stause comenzó a salir con el actor Justin Hartley y en julio de 2016, la pareja anunció su compromiso. Se casaron el 28 de octubre de 2017. El actor Justin Hartley en el 2019 anunció su divorcio y se divorciaron en enero del siguiente año.
En julio del 2021 confirmó a través de Instagram que había comenzado una relación amorosa con su compañero de show,  Jason Oppenheim , la cual terminó en diciembre del 2021. Actualmente se encuentra casada con la cantante G Flip.

## Filmografía
| Año             | Título                                    | Función              | Notas                                |
| --------------- | ----------------------------------------- | -------------------- | ------------------------------------ |
| 2005@–2011      | Todos Mis Niños                           | Amanda Dillon Martin | Serie regular                        |
| 2008            | Asustando el Pez                          | Robin                |                                      |
| 2009            | La Máscara Carmesí                        | Jules                |                                      |
| 2011            | La Máscara Carmesí: el corte del director | Jules                |                                      |
| 2011            | Cuerpo de Prueba                          | Justine Befort       | Episodio: "Vuestro Número es Arriba" |
| 2012            | Caliente y Molestó                        | Payton               | Cortometraje                         |
| 2013@–2015      | Días de Nuestras Vidas                    | Jordania Ridgeway    | Lerie regular                        |
| 2014@–presente  | Youthful Daze                             | Zoey Miller          | Serie regular                        |
| 2014            | Entretanto...                             | Chica de partido     | 1 episodio                           |
| 2015            | Otro Tiempo                               | Julia Practor        |                                      |
| 2015            | Mistresses                                | Mujer de yoga        | Episodio: temporada 3, episodio 5    |
| 2015            | Misguided                                 | Chrishell            | 1 episodio                           |
| 2016            | The Young and the Restless                | Bethany Bryant       | Serie regular                        |
| 2019-Actualidad | Selling Sunset                            | Ella misma           | Rol recurrente                       |
| 2020            | Dancing with the Stars                    | Ella misma           | Participante en season 29            |